# Erik Heinrichs
Axel Erik Heinrichs (født 21. juli 1890, død 16. november 1965) var en finsk general.
Heinrichs var en af de finske jægertropper, som blev trænet i den frivillige 27. Kongelige Preussiske Jægerbataljon mellem 1915 og 1918. Under den finske borgerkrig var han bataljonskommandør i slagene ved Tampere og Viipuri. Han havde kommandoen over det finske 3. korps under vinterkrigen og fra 19. februar over hæren på det Karelske Næs. Han blev udnævnt til generalstabschef i juni 1940 og forfremmet til general af infanteriet i 1941.
Under fortsættelseskrigen havde han kommandoen over Karelenhæren indtil januar 1942, hvorefter han igen blev udnævnt til generalstabschef. Efter krigen var han hærens øverstkommanderende, men blev tvunget til at træde tilbage på grund af våbenlagersagen.
I 1944 blev Heinrichs den 2. person, som modtog Mannerheimkorset af første klasse.
Heinrichs var en af de militære eksperter i den delegation som præsident Paasikivi sendte til Moskva til forhandling af den sovjetisk-finske traktat om venskab, samarbejde og gensidig assistance.